# Dotson Ridge
Dotson Ridge är en bergstopp i Antarktis. Den ligger i Östantarktis. Nya Zeeland gör anspråk på området. Toppen på Dotson Ridge är 1 640 meter över havet, eller 335 meter över den omgivande terrängen. Bredden vid basen är 5,4 km.
Terrängen runt Dotson Ridge är huvudsakligen kuperad, men västerut är den bergig. Trakten är obefolkad. Det finns inga samhällen i närheten. 